# Сок Сентер (Минесота)
Сок Сентер (енгл. Sauk Centre) град је у америчкој савезној држави Минесота.

## Демографија
По попису из 2010. године број становника је 4.317, што је 387 (9,8%) становника више него 2000. године.
| Група             | 2000.         | 2010.         |
| Белци             | 3.869 (98,4%) | 4.053 (93,9%) |
| Афроамериканци    | 12 (0,3%)     | 36 (0,8%)     |
| Азијати           | 10 (0,3%)     | 12 (0,3%)     |
| Хиспаноамериканци | 21 (0,5%)     | 189 (4,4%)    |
| Укупно            | 3.930         | 4.317         |